# František Kotiba
František Kotiba (19. dubna 1912 Valpovo – 20. června 1944 Spring Farm) byl český pilot a letecký instruktor Royal Air Force v období druhé světové války.

## Život

### Před druhou světovou válkou
František Kotiba se narodil 19. dubna 1912 ve Valpovu v rakousko-uherském Chorvatsku, příslušný byl v obci Střílky na Kroměřížsku. Vychodil tři ročníky měšťanské a dva ročníky obchodní školy. Pracoval jako kancelářský pomocník policejního ředitelství v Brně. Byl členem aeroklubu v Medlánkách, kde se věnoval bezmotorovému létání. Po nástupu do Československé armády absolvoval pilotní výcvik. Na přelomu srpna a září 1938 se zúčastnil společně s Gustavem Pařízkem leteckého závodu Malé dohody v kategorii turistických letadel na stroji Beneš-Mráz Be-150 Beta-Junior OK-MOS a obsadil páté místo na trase Praha - Zlín - Bukurešť - Bělehrad - Arad - Praha.

### Druhá světová válka
Po německé okupaci opustil František Kotiba 20. října 1939 ilegálně Protektorát Čechy a Morava a odešel do Francie, kde vstoupil do řad zde vznikající Československé armády v zahraničí. Prezentován byl v Agde 16. prosince 1939, zařazen byl k letecké skupině, absolvoval poddůstojnickou školu. Po pádu Francie se 19. června 1940 evakuoval do Spojeného království. Zde byl 25. července téhož roku přijat do Royal Air Force a po absolvování výcviku působil od listopadu 1940 do října 1941 jako instruktor u jednotky 3. EFTS. Po prodělání dalšího výcviku odlétal jako pilot operační turnus postupně u několika britských a československých perutí. Mezi lednem a dubnem 1942 šlo o 124., od dubna do května téhož roku o 313. československou stíhací peruť. Následovala mimooperační služba, od prosince 1942 do června 1943 poté působil u 312. a od června do srpna 1943 u 66. perutě. Po ukončení předepsaného turnusu vykonával opět mimooperační službu. V březnu 1944 nastoupil výcvik na nočního stíhače u cvičné jednotky 51. OTU. Dne 20. června 1944 zahynul během výcvikového letu. Jeho stroj a Bristol Beaufighter Mk.IF X7705 měl poruchu motoru. Radiooperátor Vladimír Kepák se stihl zachránit na padáku, František Kotiba zahynul při pokusu o nouzové přistání u Spring Farm u Cranfieldu. Pohřben je na hřbitově v Brookwoodu. Dosáhl hodnosti štábního rotmistra.

## Ocenění

### Vyznamenání
- Československý válečný kříž 1939

### Posmrtná ocenění
- František Kotiba byl v roce 1947 in memoriam povýšen do hodnosti poručíka a v roce 1991 do hodnosti plukovníka